# Allomacrus longecaudatus
Allomacrus longecaudatus är en stekelart som först beskrevs av Gabriel Strobl 1903.  Allomacrus longecaudatus ingår i släktet Allomacrus och familjen brokparasitsteklar. Inga underarter finns listade i Catalogue of Life.